# 奇金基拉
奇金基拉是哥倫比亞的城市，位於該國中部，由博亞卡省負責管轄，距離首府通哈73公里，始建於1810年9月1日，面積133平方公里，海拔高度2,556米，2005年人口56,949。
5°38′N 73°45′W / 5.633°N 73.750°W